# Ришка катедрала
Ришка катедрала (лет. Rigas Doms) у Риги је седиште архиепископа летонске Лутеранске цркве. Камен темељац положен је 1211. Архитектура цркве обухвата елементе раног готичког, барокног и још неких стилова. Ипак, главна зграда са самостаном ствара хармоничну целину. Оргуље у катедрали потичу из 1844. Ово је највећа црквена зграда у Летонији и поседује велику ризницу уметничких дела.